# 道德義務
道德義務（英語：Moral obligation）是一種義務，因為道德或倫理上的理由，使得某些行為具備某些被設定的價值，因此必須去執行。在道德哲學及宗教上，這是個重要的概念，哪些行為是應該被賦與道德義務，長期受到爭論。
義務是個人與其負有義務或對其負有義務的事物或人之間的合同。 如果違反合同，個人可能會受到指責。 在承擔義務時，人們通常不會考慮如果不履行義務他們會經歷的罪惡感； 相反，他們考慮如何履行義務。 理性主義者認為人們以這種方式回應是因為他們有理由履行義務。 根據制裁理論，義務對應於一個人感受到的社會壓力，而不是簡單地源自與另一個人或項目的單一關係。 在理性主義論點中，同樣的壓力增加了人們的理由，從而增強了他們履行義務的願望。 制裁理論指出，需要有制裁才能使義務成為道德義務。

## 參看
- 倫理學